# Pons de Marignane
 (juillet 2018).
Si vous disposez d'ouvrages ou d'articles de référence ou si vous connaissez des sites web de qualité traitant du thème abordé ici, merci de compléter l'article en donnant les références utiles à sa vérifiabilité et en les liant à la section « Notes et références ».
Pour les articles homonymes, voir Pons.
Pons de Marignane fut archevêque d’Arles de 1022 à 1029.

## Contexte
En 513, le pape Symmaque donne à Césaire (502 – 542) le droit de porter le pallium, signe honorifique exceptionnel et c’est sur ordre de Charlemagne et avec son aide que le concile d’Arles de 813 met en marche la restauration d’un pouvoir temporel pour les églises d’Arles et de Marseille et l’empereur associe les évêques à l’administration avec leur participation aux assemblées des grands, tant et si bien, qu’à la fin du IXe siècle, l’archevêque d’Arles exerce une prépondérance écrasante sur l’Église provençale.
À partir de la seconde moitié du Xe siècle, les grandes familles comtales et vicomtales essayent de faire entrer la mense ecclésiastique dans leur patrimoine familial et l'Église d'Arles doit commencer à composer avec elles. Ainsi, une notice d’un concile d’Avignon stipule : « Alors vinrent des évêques qui n’en étaient pas, mais bien des loups rapaces, envahisseurs simoniaques, publiquement mariés … c’était là non des pasteurs, mais des mercenaires ; ils ne gardaient pas les brebis, mais tondaient la laine et suçaient le lait » (Louis Stouff, Arles au Moyen Âge, La thune, 2000, p. 85).
« A l’ouverture du synode, Benoît lut un long discours dans lequel il censurait fortement la vie licencieuse du clergé ; il accusait les prêtres de dissiper en orgies les biens qu’ils avaient reçus de la libéralité des rois, et d’employer les trésors des églises, soit pour entretenir des prostituées, soit pour enrichir leurs bâtards. Il invoquait contre eux les canons de Nicée, qui recommandaient aux ecclésiastiques d’observer la continence, et leur défendaient de vivre avec des concubines. » (Maurice Lachâtre, Histoire des Papes, crimes, meurtres, empoisonnements, parricides, adultères, incestes depuis Saint-Pierre jusqu’à Grégoire XVI, vol. 3, Administration de librairie, 1842, p. 425.)
La mainmise par les familles de la région sur les sièges épiscopaux et sur les chapitres explique peut être cette façon excessive  de voir les choses car Pons de Marignane (1005-1029), archevêque de 1022 à 1029, visé aussi par cette notice, a une  réputation moins sulfureuse que celle faite aux évêques par le concile d’Avignon. Dans le tome VII de l’Histoire littéraire de la France écrite par des religieux bénédictins de la Congrégation de Saint-Maur,[3] les propos de Vilpon nous aident à comprendre l’« ambiance raffinée » qui régnait à l’époque : 
« La Provence, qui depuis la première décadence des Letres, comme on l’a observé par ailleurs, étoit demeurée dans une entière inaction à cet égard, reprit en ce siècle du goût pour la Litérature. Non seulement elle cultive la Poésie qu’on nomme Provençale ; elle donna aussi de l’application à l’étude des sciences supérieures. On en a pour l’abbaïe de S. Victor de Marseille en particulier, les mêmes preuves qu’on vient d’apporter en faveur de la Chaise-Dieu. Il sortit effectivement de cette autre abbaïe plusieurs personnages, qui devinrent célèbres par leur doctrine et leur sainteté de vie. Tel fut Wifroi, qui en releva les ruines, et la gouverna en qualité d’Abbé jusqu’en  après y avoir rétabli la discipline regulière, et les Etudes qui en étoient une suite. Tel fut le B. Isarn, son successeur mort en 1048, qui aïant été d’abord instruit de la Grammaire et du chant ecclésiastique à Fredeleze près de Toulouse sa patrie, dont il avait été Chanoine, passa pour un des meilleurs Musiciens de son temps. Tels furent Ponce [Pons de Marignane], Rayambald et Aycard, tous trois l’un après l’autre Archevêques d’Arles, Pierre qui le fut d’Aix en 1103, et Raimond II Evêque de Marseille en 1110 ».
Pons fait partie de ces familles qui possèdent des terres et ont accédé à la noblesse puisqu’il est le fils du très riche Francon de Marignane et le frère de Profecta qui par son mariage fera la fortune des Baux. Le château de la future famille des Baux se trouvait à Papia, le deuxième lieu de la commune, non retrouvé aujourd’hui, où existaient une église Saint-Pierre et le château de la famille qu’Hugues des Baux détruira pour le reconstruire sur le site actuel de Marignane. À Papia, le château vit en grande partie par les droits qu’il a attirés, provenant de l’ancien tonlieu de Léou[4]. Les terres de la famille seigneuriale sont gardées par sept chevaliers, les premiers chevaliers connus dans le Sud de la France, mentionnés en 1029[5], au moment où Pons quittera son sacerdoce pour rentrer comme moine à Saint-Victor. 
Au Xe siècle, l’Archevêque d’Arles est dans l’ordre ecclésiastique le pendant du comte dans l’ordre laïque. Duprat[6] écrivit que : « le prestige politique d’Arles rejaillit sur le métropolitain. Il est dans l’ordre ecclésiastique ce que le comte est dans l’ordre féodal, aussi peut-on constater autour de lui comme une petite cour ». Les évêques ne prêtent plus fidélité au roi mais à l’Archevêque d’Arles ; ils sont à la fois fidèles à l’archevêque et au comte qui exerce un pouvoir solide sur les évêchés puisque maître de toutes les terres publiques de Provence avec le consentement du roi.

## Biographie
En 1017, commence la construction de l’église de Montmajour par Pons de Marignane qui y œuvrera avec zèle, religieux de l’abbaye
de Saint-Victor de Marseille d’où il avait été tiré pour être placé sur le siège archiépiscopal d’Arles qu’il occupa de 1005 à 1030. 
devant faire ses preuves dans un parcours classique dans cette période, sera moine à l’abbaye Montmajour et ainsi deviendra-t-il
archevêque d’Arles en 1022. Il sera sous l’autorité des papes Jean XVIII, Serge IV, d’origine provençale, Benoît VIII et Jean XIX. 
Il ira voir Benoît VIII à Rome pour terminer le différend survenu entre les chanoines d’Arles et son père au sujet de l’église
de Saint Hyppolite que celui-ci s’était approprié de force. À la demande du pape, Pons cèdera cette église aux chanoines. Il participera au synode de Pavie. Depuis la fin du Xe siècle, les évêques prennent le comte pour seigneur et lui prêtent donc fidélité, mais l’Archevêque d’Arles, lui, reçoit les fidélités de tous sans que l’on sache vraiment à qui il les offrait lui-même. Pourtant, quand Pons de Marignane deviendra archevêque, il ira chercher le pallium auprès du pape à Rome et fera le voyage à Genève pour aller voir le roi. Lui offre-t-il fidélité directement ? En 1027, à la mort d’Henri II, son fils Conrad lui succéda et vint dans la ville pontificale au sein de l’église de Saint-Pierre pour se faire proclamer empereur par le pape Jean XIX le 26 mars 1027 ; sa femme, la reine Gisèle fut couronnée impératrice avec lui. Étaient présents Rodolphe, roi de Bourgogne, Pons de Marignane, Canut, roi d’Angleterre et de Danemark. Il y eut quelques débats houleux lorsque Canut se plaint au pape des contributions énormes que le Saint-Siège prélevait sur les pèlerins de son royaume et les tributs que l’on faisait payer aux archevêques lorsqu’ils demandaient le pallium.                                                                                                                                    
Ainsi, Conrad II le Salique qui fut roi de Germanie et roi des Romains à Mayence en 1024, succédait à Henri II dit le Saint, le dernier de la dynastie des Saxons ou Ottonien, inaugurant la dynastie salienne (ou dynastie franconienne).
Mais depuis longtemps soufflait l’esprit de révolte au palais de la Trouille, résidence des gouverneurs d’Arles, dont le pouvoir fut usurpé à plusieurs reprises dont en 959 par Guillaume. De la même manière, en 1029, le gouverneur Gérard s'empare de l'autorité et oblige l’archevêque Pons de Marignane à le couronner. Cette même année, il lui témoigne sa reconnaissance en le souffletant, à la messe de minuit, parce qu'il ne l'avait pas attendu pour commencer l'office. Pons obtint justice de l'empereur Conrad qui s'empara de la ville et jeta l'usurpateur dans une prison dont son cadavre sortit pour être enterré, sans pompe, aux Alyscamps. Après, quoi Pons de Marignane, dégoûté du monde, alla prendre conseil auprès de son ami Isarn, abbé de Saint-Victor de Marseille. Il quittera ses fonctions d’archevêque pour se retirer comme simple moine et reprit la cellule qu'il occupait avant son élection à Saint-Victor. Il s’éteindra le 26 décembre 1030.
Plus tard, Conrad II fera désigner son fils Henri (futur Henri III) qui sera couronné de son vivant à Aix-la-Chapelle par l'archevêque de Cologne. En 1032, à la, mort de Rodolphe III, il annexe le royaume d’Arles et en 1033, il fonde de la maison de Savoie. C’est de cette maison de Savoie que Marignane se développera au XVIe siècle.
Le 3 mai 1019, le pèlerinage de Montmajour, appelé Pardon de Montmajour, est institué lors de la consécration de la crypte vouée à l’invention de la Sainte-Croix par l'archevêque Pons de Marignane, archevêque d'Arles. Les aumônes de ce Pardon sont destinées à financer la construction de l’église Notre-Dame et Pons de Marignane, accorde à cette occasion la première indulgence historiquement attestée. Selon les termes de l’acte, l’abbé Rambert qui avait commencé les travaux, prie Pons de Marignane de dédicacer « quamdm cryptam quam ipse, juxta posse suae industriae, in praelibato coenobio construi prorsus fecerat mirabilis opere ». Désormais, à cette crypte  est attachée une indulgence pour toute personne qui y sera venu en pèlerinage le jour de sa dédicace, ou y viendra le jour de son anniversaire et donnera un subside pour la construction de l’église Notre-Dame : « adjutorium de derit ad opéra ecclésia Sanctae Mariae quae modo noviter construitur in praelibato monte ». Cet édifice est appelé plus loin « basilica ».  L’anniversaire de la dédicace de cette « ecclésia Sanctae Crucis » sera célébré chaque année, le jour de l’invention de la Sainte-Croix.
En 1022, Pons de Marignane se convertit à Saint-Victor avec Raimbaud. La conversion de Pons est le corollaire de l’attrait spirituel exercé par le monastère et son abbé Isarn.

### Sources
- * Joseph-Hyacinthe Albanès, complété, annoté et publié par le chanoine Ulysse Chevalier, Gallia christiana novissima. Histoire des archevêchés, évêques et abbayes de France d'après les documents authentiques recueillis dans les registres du Vatican et les archives locales — Arles, Montbéliard, 1901 (lire en ligne).
- E. Duprat, Cartulaire de Notre Dame des Doms d’Avignon, Avignon 1932.
- Marcel Germain, Marignane histoire.
- Marcel Germain, Marignane - Inventaire du patrimoine, Ed. Prolégomènes, novembre 2007.
- Jean-Pierre Poly, Cartulaire de  Saint-Victor  de  Marseille 217 (salines de l’étang du lion, au sud-est de l’étang de Berre)